# 荔城区
荔城区是中国福建省莆田市下辖的一个市辖区，是莆田市的中心城区。荔城区北面为涵江区，南面为秀屿区，西面为城厢区，东面为兴化湾、是莆田市的中心城区和经济中心之一。辖区总面积269.66平方公里，居民通行莆仙语。

## 行政区划
荔城区下辖2个街道办事处、4个镇：
镇海街道、拱辰街道、西天尾镇、黄石镇、新度镇和北高镇。

## 人口
根据第七次全国人口普查数据，截至2020年11月1日零时，荔城区常住人口673935人。

## 历史沿革
2002年2月1日，莆田县撤销并设立莆田市荔城区和秀屿区。

## 地理
荔城区属亚热带海洋性季风气候，常年多为东南风，气候温和湿润。

## 文化
2007年11月，荔城区被中华人民共和国文化部授予“全国民间绘画之乡”、“全国民间戏剧之乡”两个称号。

## 经济
荔城区农业以蔬菜、畜禽、水果、水产、食用菌为主，而新度镇则是中国最大的禽苗生产基地之一。

## 旅游
荔城区的主要旅游景点有壶公山、三清殿、南少林寺及延寿溪。